# Диллон, Томас, 4-й виконт Диллон
Томас Диллон, 4-й виконт Диллон (англ. Thomas Dillon, 4th Viscount Dillon; март 1615—1673) — ирландский пэр, политик и военачальник, носивший свой титул в течение 42 лет.

## Происхождение
Томас родился в марте 1615 года в Ирландии. Второй сын Кристофера Диллона и его жены Джейн Диллон. Его отец был старшим сыном и наследником Теобальда Диллона, 1-го виконта Диллона. Кристофер умер раньше своего отца и поэтому никогда не унаследовал титул виконта.
Мать Томаса была старшей дочерью Джеймса Диллона, 1-го графа Роскоммона. Семьи его отца и матери были ветвями одной и той же широко распространенной староанглийской семьи, основанной в Ирландии в 1185 году, когда сэр Генри Диллон сопровождал нпринца Джона в Ирландию. Его родители поженились в 1604 году и имели семь сыновей и пять дочерей.

## Виконт
Его отец умер 28 февраля 1624 года, когда Томасу было восемь лет. Его дед, Теобальд Диллон, 1-й виконт Диллон, последовал за ним в могилу две недели спустя, 15 марта 1624 года. Его старший брат Лукас стал преемником своего деда в качестве 2-го виконта Диллона. Этот Лукас оставался виконтом около пяти лет и умер в 1629 году, оставив трехмесячного ребенка, Теобальда, который стал 3-м виконтом и подопечным короля, но прожил всего около года, умерев 13 мая 1630 года в младенчестве. Томас, будучи его дядей, стал 4-м виконтом Диллоном из Костелло-Галлена. Так как в то время ему было 15 лет, он стал подопечным, и поместье было конфисковано королем, который продал опекунство дяде Томаса Лукасу Диллону из Лохглинна, и Чарльзу Уилмоту, 1-му виконту Уилмоту. В 1630 году лорд Диллон обратился в протестантизм и был принят в Ирландскую церковь.

## Брак и дети
В 1635 году лорд Диллон, в возрасте около 20 лет, женился на Фрэнсис Уайт, дочери Николаса Уайта, эсквайра из Лейкслипа, протестанта, и внучке Гаррета Мура, 1-го виконта Мура, от ее матери Урсулы Мур. Она принесла ему приданое в размере 3000 фунтов стерлингов (около 600 000 фунтов стерлингов в 2023 году). Ее сестра Мэри вышла замуж за Теобальда Тааффа, 2-го виконта Тааффа (позже 1-го графа Карлингфорда), который таким образом стал его шурином.
У Лукаса и Фрэнсис было шесть сыновей и несколько дочерей, имена которых, похоже, неизвестны. Сыновьями были:
- Чарльз (род. 1636), генерал на французской и испанской службе[7]
- Кристофер (? — 1663), не был женат[8]
- Руперт, умер, будучи пажом Карла II , во время его изгнания[9]
- Томас (? — 1674), стал 5-м виконтом[10][11]
- Ормонд, умер молодым[12]
- Николас, умер молодым.

## Карьера
Томас Уэнтворт, виконт Уэнтворт, позже 1-й граф Страффорд, был назначен лордом-заместителем Ирландии Карлом I 12 апреля 1632 года. Около 1636 года сестра Уэнтворта Элизабет вышла замуж за Джеймса Диллона, 3-го графа Роскоммона, двоюродного брата Томаса Диллона по материнской линии. В январе 1640 года Уэнтворт был повышен до лорда-лейтенанта Ирландии. 12 января 1640 года Уэнтворт был создан 1-м графом Страффордом.
Лорд Страффорд созвал ирландский парламент в 1640 году. Это был второй ирландский парламент короля Карла I. 16 марта того года лорд Диллон занял свое место в Палате лордов, которая состояла из всех ирландских пэров и имела католическое большинство. Целью парламента было собрать субсидии для ирландской армии численностью 9000 человек для Карла I, чтобы сражаться с шотландцами в Епископских войнах. Парламент единогласно проголосовал за четыре субсидии по 45 000 фунтов стерлингов. 31 марта 1640 года парламент был распущен до первой недели июня.
3 апреля 1640 года граф Страффорд покинул Ирландию, вызванный королем, назначив Кристофера Уондесфорда лордом-заместителем. Уондесфорд открыл вторую парламентскую сессию 1 июня 1640 года. Новости из Англии состояли в том, что Короткий парламент отказал королю в субсидиях. Ирландские депутаты сожалели о том, что проголосовали за субсидии, и хотели изменить порядок их оценки и сбора. После двух недель безрезультатных обсуждений Уондесфорд 17 июня объявил перерыв в работе парламента.
Когда парламент снова собрался 1 октября, его настроение полностью изменилось против графа Страффорда. Палата общин отправила в Англию комитет с протестом, в котором перечислялись крайности Страффорда. Диллон вместе с Горманстоном, Килмаллоком и Маскерри были отправлены в Лондон Палатой лордов, чтобы сообщить о жалобах. В 1640 году лорд Диллон был назначен членом Ирландского тайного совета . Уондесфорд умер 3 декабря 1640 года, и его преемником стал граф Лестер с титулом лорда-лейтенанта Ирландии. Однако лорд Лестер так и не ступил на ирландскую землю.
В октябре 1641 года вспыхнуло Ирландское восстание. В феврале 1642 года ирландский парламент отправил лорда Диллона и его зятя лорда Тааффа в Англию, чтобы подать жалобы королю Карлу I Стюарту. Однако они были перехвачены в Уэре по приказу английской Палаты общин. Несколько месяцев спустя они сбежали и встретились с королем в Йорке. По возвращении лорда Диллона в Ирландию он был произведен в генерал-лейтенанты.
15 сентября 1643 года между роялистами и Конфедерацией было подписано Соглашение о прекращении огня сроком на один год. Это прекращение было возобновлено в сентябре 1644 года.
В 1644 году лорд Диллон был назначен сопрезидентом Коннахта вместе с Генри Уилмотом, 2-м виконтом Уилмотом, который унаследовал свою половину президентства от своего отца, Чарльза Уилмота, 1-го виконта Уилмота, в апреле 1644 года . Диллон заменил Роджера Джонса, 1-го виконта Ранелага, который умер в 1643 году.
С прибытием папского нунция Джованни Баттиста Ринуччини в Ирландию 21 октября 1645 года протестантская религия лорда Диллона стала для него проблемой. Он решил вернуться в католичество, и 6 декабря 1646 года лорд Диллон был принят обратно в Римско-католическую церковь нунцием в церкви Святой Марии, Килкенни. Он покинул Атлон под командованием капитана Макгоули, который предал его и передал город Оуэну Роу О’Нилу. После его обращения Совет Конфедерации приказал О’Нилу вернуть город лорду Диллону, но О’Нил отказался.
В августе 1647 года армия конфедератов Лейнстера под командованием Томаса Престона была разбита в битве при Данган-Хилл парламентскими войсками под командованием Майкла Джонса. В этом случае лорд Диллон командовал конницей конфедератов, которая бежала на ранних стадиях битвы.
Лорд Диллон несколько раз упоминается в мирном договоре от 17 января 1649 года между ирландскими конфедератами и герцогом Ормондом, действующим от имени Карла I, как «Томас лорд виконт Диллон из Костолого» (то есть Костелло-Галлена)". Джон Мильтон называл его «архимятежником». Он был одним из 12 комиссаров по доверию.
В 1649 году лорд Диллон принял участие в неудачной осаде Дублина Ормондом. Он блокировал северную часть города с 2500 человек и не вмешивался, когда генерал Майкл Джонс совершил вылазку в юго-восточную часть города и разбил Ормонда в битве при Ратмайнесе 2 августа 1649 года. После битвы Ормонд и Диллон отступили на север в Трим. Часть его войск отправилась на усиление гарнизона Дроэды и была застигнута врасплох последовавшей осадой Дроэды Кромвелем 3-11 сентября 1649 года.
В 1650 году лорд Диллон успешно защитил Атлон от парламентской армии под командованием Генри Айртона, умело сдерживая его затяжными переговорами, пока Айртон не решил уйти и вместо этого усилить Хардресса Уоллера при осаде Лимерика. Однако было потеряно слишком много времени, и парламентарии не взяли ни один из этих городов в кампании 1650 года. 18 июня 1651 года лорд Диллон сдал Атлон Чарльзу Куту.
Поместья лорда Диллона были конфискованы по Кромвельскому соглашению 1652 года, и он со своей семьей жил в изгнании на континенте до Реставрации Стюартов.

## Поздняя жизнь и смерть
В 1662 году лорд Диллон передал пост президента Коннахта королю Англии Карлу II Стюарту за денежную выплату. В 1663 году большая часть его обширных земель была возвращена Актом о поселениях 1662 года, и ему было предоставлено несколько высоких должностей в государстве, включая должность хранителя рукописей в графстве Уэстмит. Однако Дубхалтах Каох Мак Койсделбхейг, который происходил из семьи гэльской знати Ирландии, которую обманом лишил своей земли 1-й виконт Диллон, сопротивлялся, организовав действия партизанскую борьбу. В конце концов он был застрелен в стычке в восточном графстве Мейо в 1667 году.
Лорд Диллон скончался в 1673 году и ему наследовал Томас, его единственный выживший сын, в качестве 5-го виконта. Когда 5-й виконт Диллон умер бездетным, титул перешел к его двоюродному брату Лукасу, 6-му виконту, а затем к ветви семьи Лохглинн, которая произошла от 1-го виконта через его второго сына, Лукаса Диллона из Лохглинна.
Вероятнее всего, Фрэнсис, его жена, пережила его и умерла в 1674 году, похороненная в часовне Святой Марии в соборе Крайст-Черч. Однако Джон Лодж считал, что Фрэнсис была той леди Диллон, которая, как было записано, умерла в 1664 году в доме Диллона на Уайнтаверн-стрит в Дублине и была похоронена в церкви Святого Джеймса.